# Forster-Hainsimse
Die Forster-Hainsimse (Luzula forsteri), auch Forsters Hainsimse genannt, ist eine Pflanzenart aus der Gattung der Hainsimsen (Luzula) innerhalb der Familie der Binsengewächse (Juncaceae).

## Beschreibung

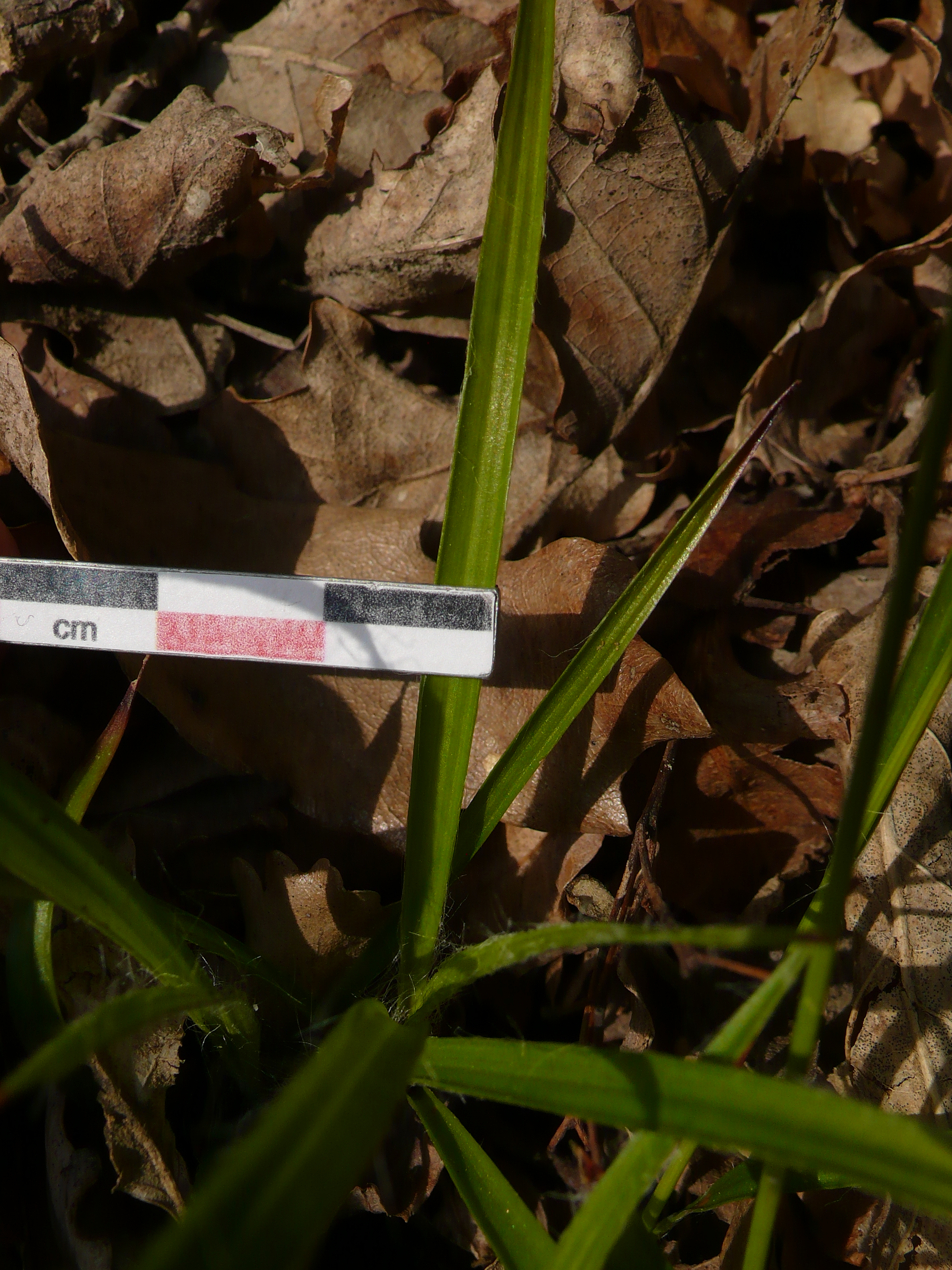
Laubblatt

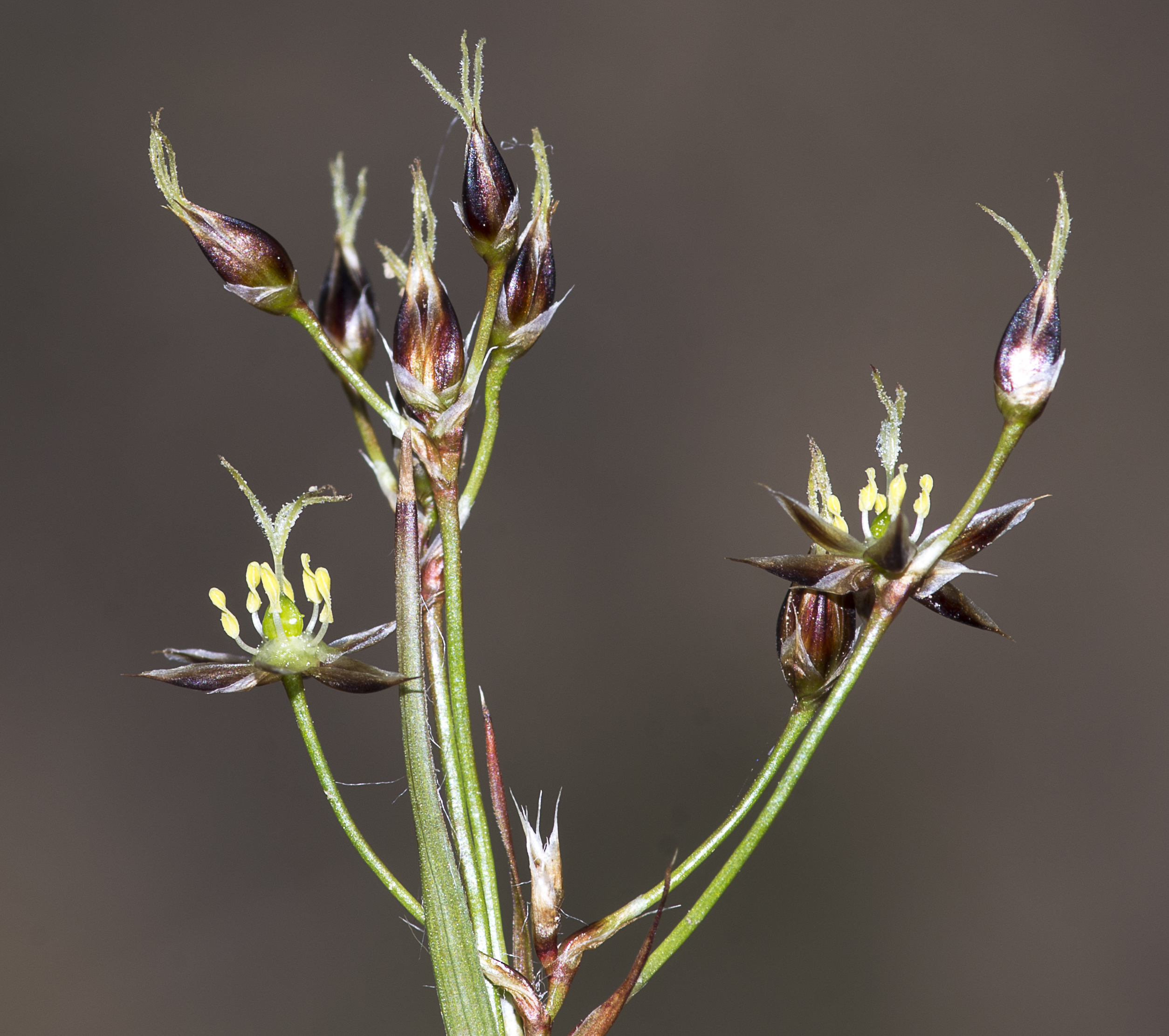
Blütenstand

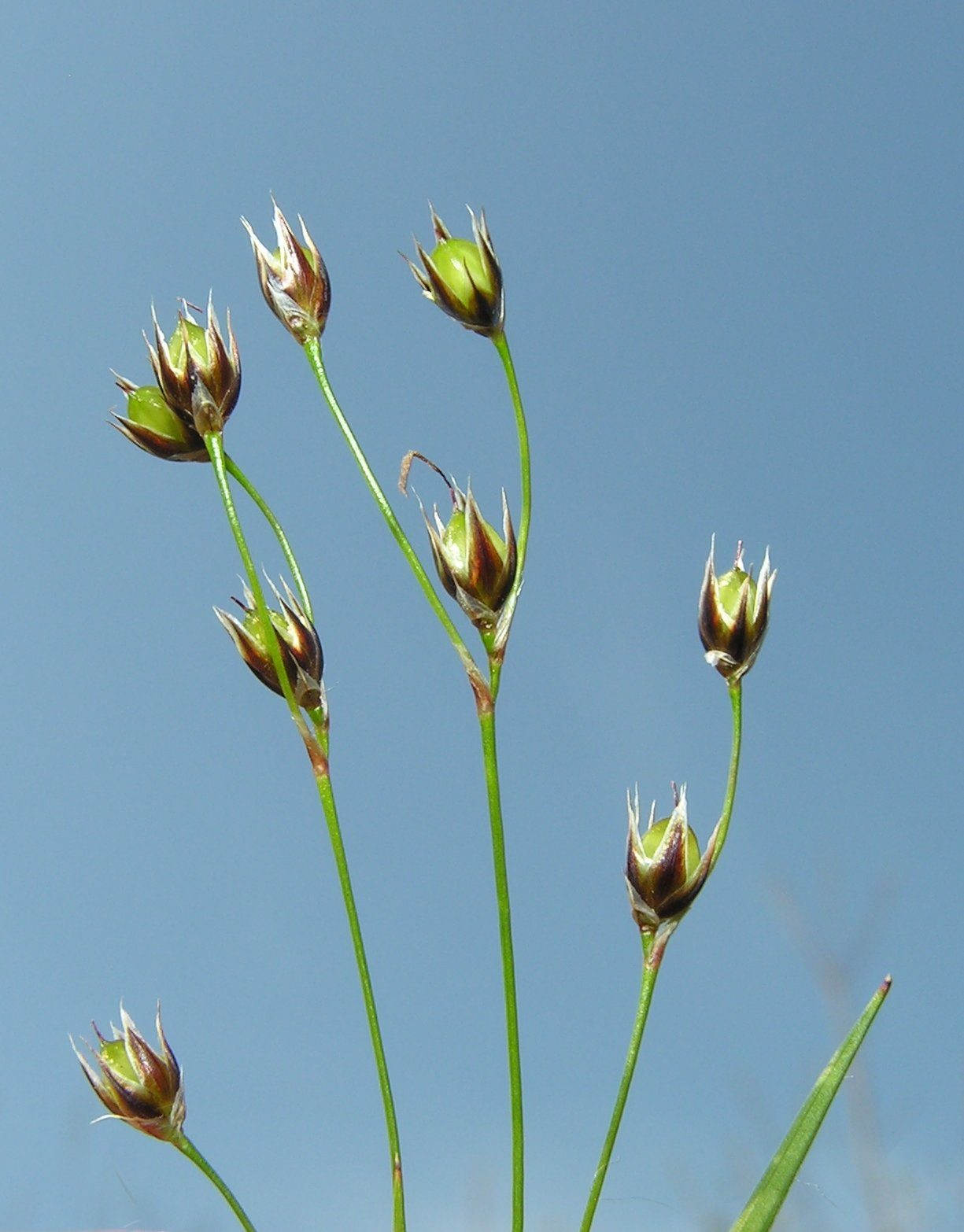
Fruchtstand

### Vegetative Merkmale
Die Forster-Hainsimse ist eine ausdauernde krautige Pflanze und erreicht Wuchshöhen von 15 bis, meist 20 bis 30 Zentimetern. Sie bildet Rasen. Ihre gedrängt, aufrecht  stehenden Stängel sind stielrund, glatt und im untersten Teil dicht, im oberen locker beblättert. Die untersten Blätter sind auf purpurfarbene bis violette Blattscheiden reduziert. Die folgenden Blätter haben an der Mündung der Blattscheide eine büschelige Bewimperung; ihre Blattspreite ist 1,5 bis 3,5, selten bis zu 5,9 Millimeter breit und am Rand locker gewimpert; sie wird an den oberen Enden meist frühzeitig braun und stirbt dort ab.

### Generative Merkmale
Die Blütezeit reicht von April bis Mai. Der aufrechte oder nickende, endständige Blütenstand ist doldig oder spirrenartig verzweigt mit aufrechten, später zurückgeschlagenen dünnen Ästen. Das Tragblatt des Blütenstands ist viel kürzer als der Blütenstand. Die Blüten stehen einzeln; stehen selten zu zweit oder dritt genähert. Die Vorblätter der Blüten sind breit-eiförmig und häutig. Die Blütenhüllblätter sind entweder alle gleich lang oder die inneren sind etwas länger. Die Blütenhüllblätter sind bei einer Länge von 3,5 bis 4, selten bis zu 5 Millimetern lanzettlich mit zugespitztem oberen Ende, kastanien-braun und haben einen gelblichen oder weißen Hautrand. Die sechs Staubblätter sind deutlich kürzer als die Blütenhüllblätter. Die Staubbeutel sind so lang oder länger als die Staubfäden. Der Griffel ist so lang wie der Fruchtknoten und endet in aufrechten, langen, weißen Narben.
Die stroh-gelbe und glänzende Kapselfrucht ist bei einer Länge von 2,8 bis 4,5 Millimetern aus breit eiförmigem Grund verschmälert, zugespitzt bis stachelspitzig. Die rötlich-kastanien-braunen Samen sind 1,3 bis 1,6 Millimeter lang und haben ein kurzes gerades Anhängsel.
Die Chromosomenzahl beträgt 2n = 24.

## Vorkommen
Forsters Hainsimse kommt in Südeuropa nördlich nur bis Nordfrankreich, England uns südlich bis zu den Kanarischen Inseln, Marokko, Algerien und Tunesien vor. Im Osten reicht ihr Verbreitungsgebiet bis zum Iran.
In Mitteleuropa gedeiht Forsters Hainsimse in grasigen Eichen- oder Eichen-Buchenwäldern auf mäßig trockenen, mehr oder weniger nährstoffarmen, basenreichen, sauer-humosen Lehm- oder Sandböden. Sie ist pflanzensoziologisch eine Art des Unterverbands Quercenion robori-petraeae und des Verbands Carpinion betuli. In Südeuropa kommt sie in Pflanzengesellschaften des Verbands Quercion ilicis vor.
Die ökologischen Zeigerwerte nach Landolt et al. 2010 sind in der Schweiz: Feuchtezahl F = 2 (mäßig trocken), Lichtzahl L = 2 (schattig), Reaktionszahl R = 2 (sauer), Temperaturzahl T = 4+ (warm-kollin), Nährstoffzahl N = 2 (nährstoffarm), Kontinentalitätszahl K = 2 (subozeanisch).

## Ökologie
Die Rostpilze Puccinia luzulae und Puccinia obscura und der Brandpilz Ustilago luzulae leben auf der Forster-Hainsimse.

## Systematik und Verbreitung
Forsters Hainsimse wurde von Edward Forster dem Jüngeren (1765–1849) in England entdeckt. Sie wurde 1804 durch James Edward Smith in Flora Britannica, Band 3, S. 1395 als Juncus forsteri erstbeschrieben. Die Neukombination zu Luzula forsteri  (Sm.) DC. wurde 1806 durch Augustin-Pyrame de Candolle in Synopsis Plantarum in Flora Gallica Descriptarum, S. 150 veröffentlicht.
Je nach Autor gibt es etwa drei Unterarten:
- Luzula forsteri subsp. caspica Novikov: Sie kommt in Kleinasien, im Kaukasusraum und im Iran vor.[5][6]
- Luzula forsteri (Sm.) DC. subsp. forsteri: Sie kommt in Europa, auf den Kanarischen Inseln, in Marokko, Algerien sowie Tunesien und im Kaukasusraum vor.[5] In Norwegen ist sie ein Neophyt. In Europa fehlt sie in Irland, Island, den Niederlanden, Dänemark, Schweden, Finnland, Polen, Tschechien, der Slowakei, dem Baltikum, Belarus, dem europäischen Teil Russlands und dem europäischen Teil der Türkei.[5]
- Luzula forsteri subsp. rhizomata  (Ebinger) Z.Kaplan: Sie kommt in Griechenland, Kreta, Zypern, in der europäischen Türkei, in Bulgarien, im Kaukasusraum, auf der Krim, im Gebiet von Syrien und Libanon und im Iran vor.[5][6]